# Женская сборная ветеранов Норвегии по кёрлингу
Женская сборная ветеранов Норвегии по кёрлингу — национальная женская сборная команда, составленная из игроков возраста 50 лет и старше. Представляет Норвегию на международных соревнованиях по кёрлингу. Управляющей организацией выступает Ассоциация кёрлинга Норвегии (норв. Norges Curlingforbund, англ. Norwegian Curling Association).

## Результаты выступлений

### Чемпионаты мира
| Год     | Место          | И              | В              | П              | Состав (скипы выделены шрифтом) | Состав (скипы выделены шрифтом) | Состав (скипы выделены шрифтом) | Состав (скипы выделены шрифтом) | Состав (скипы выделены шрифтом) | Состав (скипы выделены шрифтом) |                |
| Год     | Место          | И              | В              | П              | четвёртый                       | третий                          | второй                          | первый                          | запасной                        | тренер                          |                |
| ------- | -------------- | -------------- | -------------- | -------------- | ------------------------------- | ------------------------------- | ------------------------------- | ------------------------------- | ------------------------------- | ------------------------------- | -------------- |
| 2002—23 | не участвовали | не участвовали | не участвовали | не участвовали | не участвовали                  | не участвовали                  | не участвовали                  | не участвовали                  | не участвовали                  | не участвовали                  | не участвовали |
| 2024    | 13             | 5              | 1              | 4              | Ellen Storvik                   | Beate Ruden                     | Grethe Brenna                   | Randi Tørrisen                  |                                 | Ola Haalien                     |                |

(данные с сайта результатов и статистики ВФК: )